# 44 Leningrad
44 Leningrad (auch „Four Four Leningrad“) ist eine Folk-Punk-Band (Russian Speed Folk) aus Potsdam, die 1990 gegründet wurde.

## Stil
44 Leningrad zählt zu den ersten Vertretern des Post-Sowjet-Punks. Die Musik ist eine Mischung aus russischer Folklore, Polka, Punk und Ska. Das Repertoire besteht aus vorwiegend schnellen, russischen Kampf-, Volks- und Arbeiterliedern. Auf ihren Alben werden ab 1994 alle Titel in russischer und deutscher Sprache angegeben. Gesungen wird auf Deutsch und Russisch. Als Instrumente werden neben Bass, Gitarre und Schlagzeug auch Klarinette, Akkordeon und die Balalaika eingesetzt.

## Diskografie
- 1991: 44 Leningrad (MC)
- 1994: Greetings from Cold Omsk (MC)
- 1995: Zarapina (CD)
- 1998: 44 bpm (MCD)
- 1998: St. Ihlow (CD)
- 2001: стой! (CD)
- 2007: Don Kilianov
- 2010: 20 Jahre (Best of CD)
- 2021: Tanzt!